# Голубоглазка инееватая
Голубогла́зка инеева́тая (лат. Sisyrinchium pruinosum) — вид цветковых растений рода Голубоглазка (Sisyrinchium) семейства Ирисовые (Iridaceae).

## Ботаническое описание
Прямостоячее дернообразующее многолетнее травянистое растение 9—30 см высотой. Стеблей-цветоносов, как правило, несколько, они гладкие, неветвящиеся, плоские. Листья до 22 см длиной, 3 мм в ширину, образуют прикорневую розетку, тонкие, злаковидные и уплощены, подобно стеблям. 
Цветки до 3 см в диаметре, фиолетово-пурпурные или пурпурно-синие, редко белые. Цветок состоит из 6 листочков околоцветника. Располагаются одиночно или в соцветии на конце стебля, закрываются с наступлением пасмурной погоды.

## Распространение и местообитание
Обитает в США. Растёт на глинистых или песчаных прериях, пастбищах, лугах, просеках и дубовых нагорьях. Растения встречаются, как правило, большими группами, и выглядят очень эффектно в тёплые солнечные дни, когда они сплошь покрывают пастбище синим. 

## Хозяйственное значение и применение
Используются в садоводстве как декоративные бордюрные растения. 

## Синонимика
- Sisyrinchium brayi E.P.Bicknell
- Sisyrinchium bushii E.P.Bicknell
- Sisyrinchium helleri E.P.Bicknell
- Sisyrinchium texanum E.P.Bicknell
- Sisyrinchium varians E.P.Bicknell[2]